# NGC 318
NGC 318 é uma galáxia lenticular (S0) localizada na direcção da constelação de Pisces. Possui uma declinação de +30° 25' 34" e uma ascensão recta de 0 horas, 58 minutos e 05,2 segundos.
A galáxia NGC 318 foi descoberta em 19 de Novembro de 1850 por William Parsons.